# Горшков, Николай Кузьмич
Николай Кузьмич Горшков (20 декабря 1939, Совхоз-58, Хвалынский район, Саратовская область — 6 декабря 1993, Ижевск) — советский футболист, полузащитник и нападающий, советский и российский футбольный тренер.

## Биография

### Карьера игрока
Воспитанник куйбышевской юношеской команды «Торпедо-4» («ГПЗ»). В начале карьеры долгое время играл в соревнованиях КФК, в том числе в 1960—1961 годах за армейский клуб СКА (Куйбышев). В соревнованиях мастеров дебютировал в 22-летнем возрасте, в 1962 году в составе ижевского «Зенита», игравшего в классе «Б». В своём первом сезоне забил один гол, а в следующем сезоне, выступая дивизионом ниже, стал автором 14 голов.
В 1964 году перешёл в клуб «Молдова» (Кишинёв). Дебютный матч в высшей лиге сыграл 28 марта 1964 года против горьковской «Волги». Всего за сезон сыграл 22 матча в высшей лиге, не отличившись ни разу. В первой половине следующего сезона продолжал играть за «Молдову» в первой лиге, затем вернулся в Ижевск.
Осенью 1966 года перешёл в куйбышевские «Крылья Советов». Дебютный матч за команду сыграл 4 октября 1966 года против минского «Динамо». 26 октября 1966 года забил свой первый гол в высшей лиге, принеся победу в матче с ленинградским «Зенитом» (1:0). Всего в составе куйбышевской команды провёл 2,5 сезона, сыграв 45 матчей и забив два гола в высшей лиге.
Всего на счету футболиста 67 матчей и 2 гола в высшей лиге СССР.
В 1969 году перешёл в куйбышевский «Металлург», где провёл один сезон, а после расформирования «Металлурга» с группой игроков команды был направлен во вновь созданное тольяттинское «Торпедо» и выступал за него ещё два года до конца карьеры.

### Карьера тренера
В 1972 году (по другим данным, в 1971) вошёл в тренерский штаб «Крыльев Советов» и работал там до 1975 года.
В 1975 году начал самостоятельную тренерскую карьеру, возглавив ижевский «Зенит». В этом клубе работал в течение девяти лет, под его руководством команда сыграла более 300 матчей.
Затем возглавлял «Торпедо» (Тольятти) и «Химик» (Дзержинск). В 1991 году стал главным тренером клуба «Сокол» (Сарапул), через год команда переехала и сменила название на «Торпедо-УдГУ» (Ижевск). В последнем клубе тренер работал до конца жизни.
Скончался в 1993 году в Ижевске.